# Реувен Ривлин
Реувен Ривлин (на иврит: רְאוּבֵן „רוּבִי“ רִיבְלִי) е израелски политик, 10-и президент на Израел от 24 юли 2014 г. до 7 юли 2021 г.

## Биография
Роден е на 9 септември 1939 г. в Йерусалим, Британска Палестина (дн. Израел). Той е член на партията „Ликуд“. Ривлин е бил министър на комуникациите от 2001 до 2003 г. и впоследствие е бил председател на Кнесета от 2003 до 2006 г. и отново от 2009 до 2013 г.
Ривлин твърди, че Великият Израел ще обхване всички хора и ще даде на палестинците на Западния бряг и Газа пълното израелско гражданство. Той също така е силен поддръжник на правата на малцинствата, особено за арабските граждани на Израел. Той подкрепя еднодържавното решение на израелско-палестинския конфликт. Владее арабски език.